# Yakuapana
 (février 2020).
Si vous disposez d'ouvrages ou d'articles de référence ou si vous connaissez des sites web de qualité traitant du thème abordé ici, merci de compléter l'article en donnant les références utiles à sa vérifiabilité et en les liant à la section « Notes et références ».
 (février 2020).

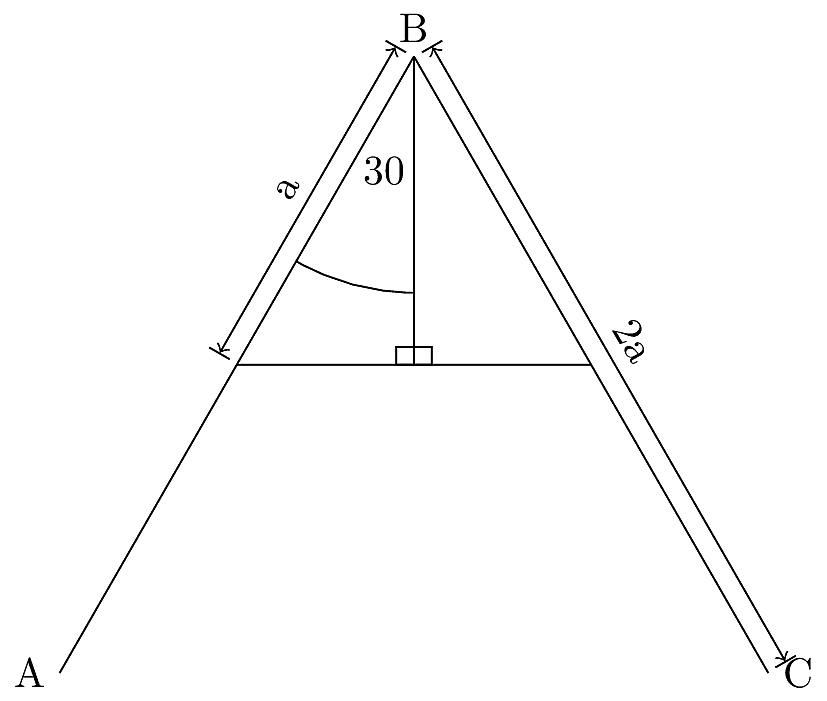
Dimensions géométriques du yakuapana

Le yakuapana, également connu sous le nom de niveau andin ou de type A, est un outil topographique inca. Il a été utilisé pour dessiner des contours dans la construction de canaux hydrauliques, de plates-formes et de terrasses.

## Composition
Il se compose d'une figure en forme de A composée d'un triangle équilatéral qui s'étend sur deux de ses côtés de la même longueur que l'une des faces du triangle. Dans le sommet supérieur du yakuapana, il y a un fil à plomb avec une longueur supérieure à la hauteur du triangle. La moitié du côté inférieur du triangle équilatéral est marquée par une marque visible qui indique où le fil à plomb doit passer.

## Utilisation
Le dessin des contours au moyen d'un yakuapana s'effectue selon les étapes suivantes :
1. Les extrémités du yakuapana sont situées en deux points d'un terrain.
2. L'écart du fil à plomb est observé par rapport à la marque qui marque le centre du côté inférieur du triangle équilatéral et l'une des extrémités du yakuapana est ajustée jusqu'à ce que le fil à plomb soit centré.
3. Une extrémité du yakuapana est placée au point marqué à l'étape 2 et recommence.